# ショショローザ・メイル

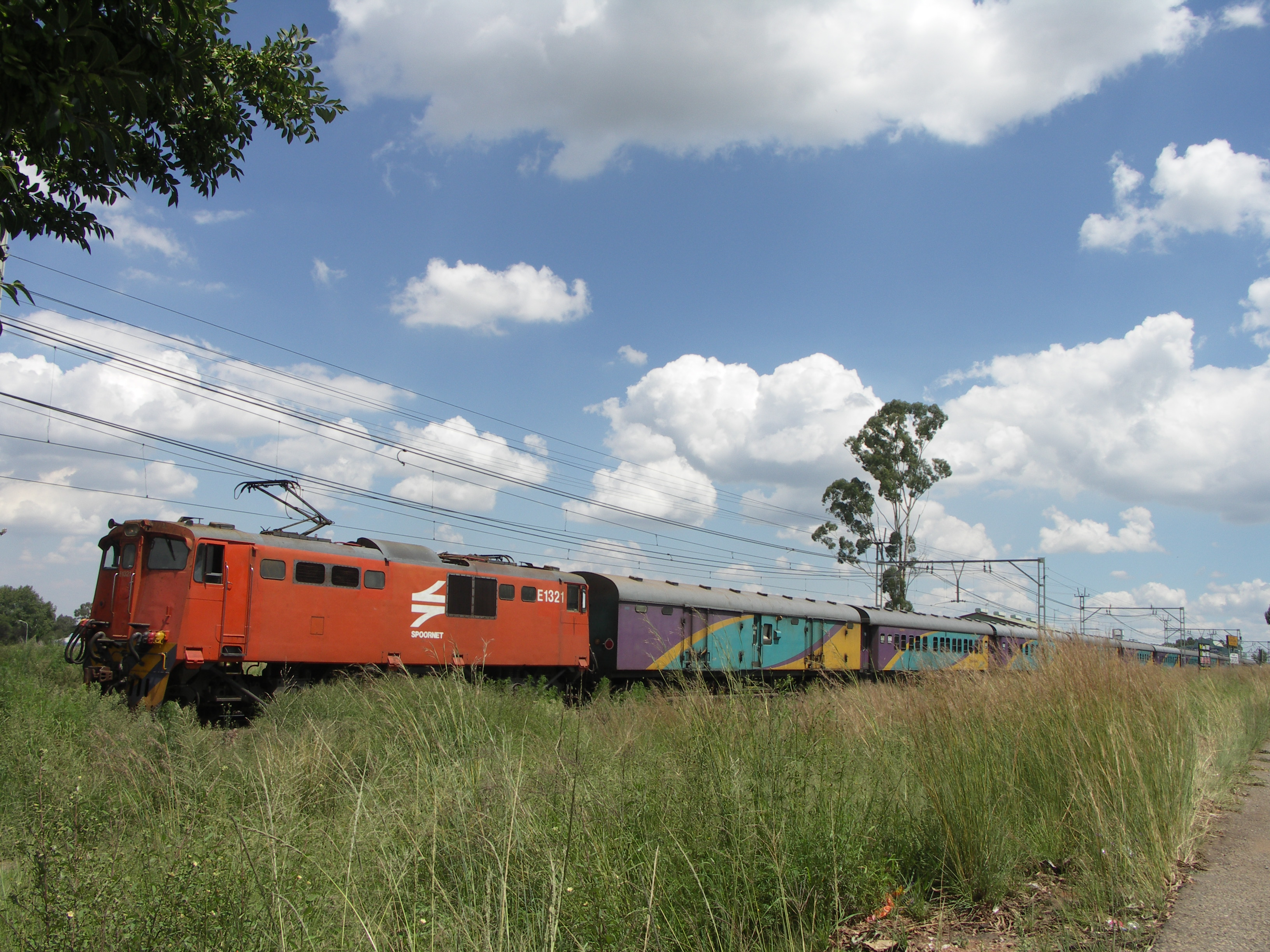
ショショローザ・メイル

ショショローザ・メイル（ズールー語: Shosholoza Meyl）は、南アフリカ共和国の南アフリカ旅客鉄道公社（PRASA）が運営する旅客輸送サービスである。

## 概要
長距離旅客輸送路線として年間400万人が利用する。『ショショローザ』は、かつて南アフリカの労働者が口ずさんでいた歌の名称で、国民に広く知れ渡っている。『メイル』は、長距離列車を表す言葉である。車両はツーリストクラスとエコノミークラスに分かれる。

## 路線一覧

路線図

- ヨハネスブルグ～ キンバリー ～ ケープタウン
- ヨハネスブルグ ～ ピーターマリッツバーグ ～ ダーバン
- ヨハネスブルグ ～ ブルームフォンテーン ～ ポートエリザベス
- ヨハネスブルグ ～ ブルームフォンテーン ～ クィーンズタウン ～ イーストロンドン
- ヨハネスブルグ ～ ネルスプリット ～ コマティプルト（運休中）
- ヨハネスブルグ ～ ポロクワネ ～ ムシナ（運休中）
- ケープタウン ～ クィーンズタウン
- ケープタウン ～ クィーンズタウン ～ イーストロンドン
- ケープタウン ～ キンバリー ～ ブルームフォンテーン ～ ダーバン（運休中）